# اغتراس ذاتي
الاغتراس الذاتي أو الزرع الذاتي (بالإنجليزية: Autotransplantation)‏ هو زراعة الأعضاء والأنسجة أو حتى بروتينات معينة من جزء معين من الجسم إلى جزء آخر في نفس الشخص، وتسمى بالأنسجة الذاتية. يتناقض مع زرع الطعم الخيفي (من فرد آخر من نفس النوع)، وزرع سينجينيك (الطعوم المزروعة بين اثنين من الأفراد المتطابقين وراثيا ومن نفس النوع) وزرع الأعضاء (من الأنواع الأخرى). (نقل الأعضاء بين الكائنات الحية)، كما هناك مثال شائع هو إزالة قطعة من العظام (عادة من الورك) لإعادة بناء جزء آخر من العظام.

## التبرع الذاتي بالدم
في المصطلحات المصرفية التبرع والدم الذاتي يشير إلى التبرع بالدم لاستخدامه من قبل المانح، وعادة لعملية جراحية مقررة. (عموما، فإن مفهوم «التبرع» لا يشير إلى إعطاء الذات، على الرغم من أنه في هذا السياق أصبح أمرا مقبولا إلى حد ما.)
بعض مزايا التبرع الذاتي بالدم هي:
- نوع الدم سوف يتطابق دائمًا، حتى مع نوع الدم النادر أو نوع من الأجسام المضادة.
- إذا تم استخدام الدم الذاتي فقط أثناء الجراحة يتم التخلص من خطر التعرض للأمراض المعدية مثل التهاب الكبد أو فيروس نقص المناعة البشرية.
- يتم تقليل خطر الحساسية.

بعض العيوب :
- ارتفاع التكاليف بسبب المعالجة الفردية، وحفظ السجلات، والإدارة.
- في معظم الحالات، يتم التخلص من الدم إذا لم يتم استخدامه بدلا من أن يضاف إلى العرض العام.
- يبدو التبرع بالدم قبل جراحة سرطان القولون والمستقيم مسببا لسرطان عام وسرطان القولون والمستقيم.[2]

لا يتم اختبار الدم الذاتي بشكل روتيني للأمراض المعدية مثل الأجسام المضادة لفيروس نقص المناعة البشرية. في الولايات المتحدة، يتم اختبار الدم الذاتي فقط إذا تم جمعه في مكان واحد وشحنه إلى مكان آخر.
وهناك أيضا خطر، في حالة الطوارئ أو إذا كان هناك حاجة إلى مزيد من الدم مما تم وضعه جانبا مسبقا، يمكن للمريض أن يستخدم الدم الذي تم التبرع له بخلاف الدم الذاتي. التبرع الذاتي أيضا غير مناسب للمرضى الذين لا يستطيعون طبيا بإعطاء الدم، مثل مرضى القلب أو الأطفال الصغار والرضع.

## التطعيم الذاتي للعظم

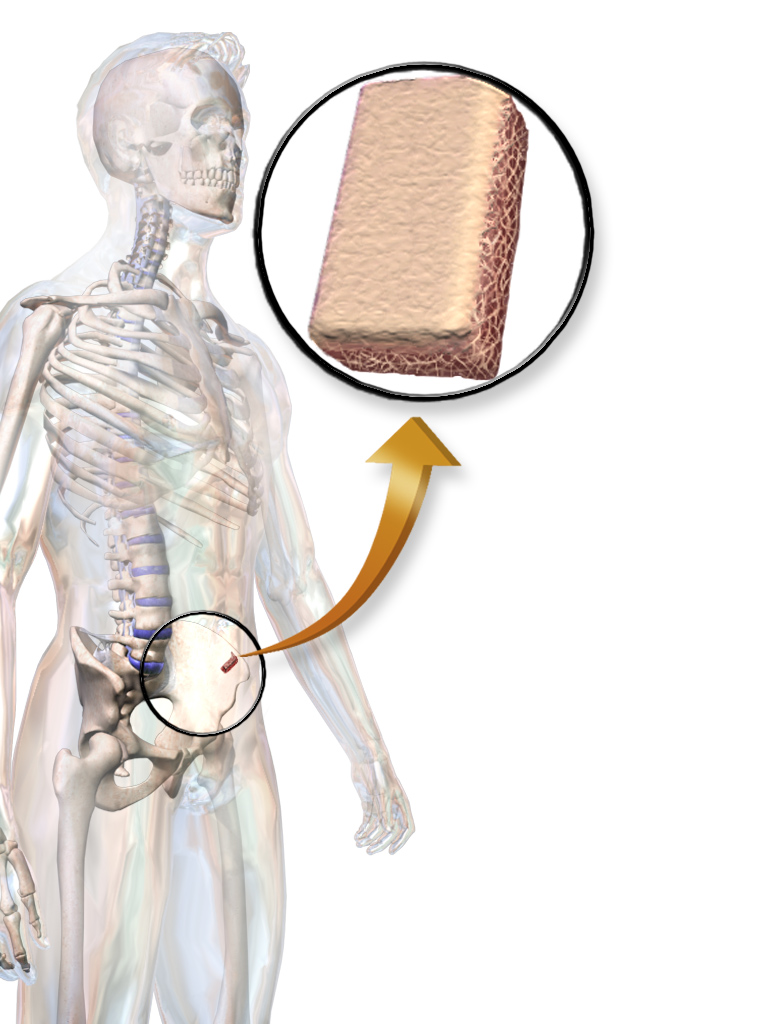
تصوير، رسم العظم، أوتوغرافت.

في طب العظام، يمكن الحصول على العظام من عظام المريض نفسه من أجل ملء الفضاء وإنتاج استجابة عظمية في عيب العظام.وغالبا ما تستخدم أساليب أخرى مثل مزروع العظام وبروتينات مورفوجينيتيك كبدائل. في الآونة الأخيرة، لطالما اُعتبر أوتوغرافتس «المعيار الذهبي» في جراحة الفم وزراعة الأسنان أفضل العروض المتاحة لأنه يحقق أفضل نجاح.

## التطعيم الذاتي للجلد
يستخدم التطعيم الذاتي للبشرة عادة لعلاج ضحايا الحروق.

## وصلات خارجية
- PBS - Red Gold